# Unión Campesina
La Unión Campesina (en lituano: Valstiečių sąjunga), abreviado como VS, fue un partido político lituano de tendencia agrarista y progresista que operó durante los primeros años posteriores a la independencia de Lituania.
El partido fue formado por miembros más jóvenes del Partido Democrático Lituano tras la Revolución de 1905. Cuando el PLD finalmente se disolvió en 1920, sus miembros restantes se unieron a la Unión Campesina o al Partido Democrático Popular Socialista de Lituania (LSLDP), una escisión establecida en 1917. En las elecciones parlamentarias de 1920, las primeras después de la independencia de Lituania, la VS obtuvo 20 escaños y emergió como el segundo partido más grande del Seimas constituyente. Después de esto formó un gobierno de coalición con el Bloque Demócrata Cristiano que lideraba el LKDP. La VS retuvo su posición de segundo puesto en las elecciones de 1922, logrando además imponerse en tres de las seis circunscripciones donde tuvo lugar la elección.
En diciembre de 1922, días después de que sus parlamentarios tomaran posesión de sus cargos, la VS y el LSLDP se unificaron para fundar la Unión Popular de Campesinos de Lituania (LVLS).

## Resultados electorales
|  | 17.05 % |

|  | 16.84 % |